# Dacnusa maxima
Dacnusa maxima är en stekelart som först beskrevs av Fischer 1961.  Dacnusa maxima ingår i släktet Dacnusa och familjen bracksteklar. Inga underarter finns listade i Catalogue of Life.